# Cartman dostává anální sondu
Cartman dostává anální sondu (v anglickém originále Cartman Gets an Anal Probe) je první díl první řady amerického komediálního animovaného televizního seriálu Městečko South Park.

## Děj
Eric vypráví Kyleovi, Stanovi, Kennymu a Ikeovi o svém snu, jak ho unesli mimozemšťané, kteří ho následně operovali v kosmické lodi. V tom se objeví Šéf, který tvrdí, že to nebyl sen ale pravda, ale to Eric odmítá. Všichni čtyři nastoupí do autobusu, ale malý Ike nechce domů a nemohl nastoupit, a tak ho po odjezdu unesli mimozemšťané. Kyle ho chce zachránit, ale řidička autobusu kvůli zpoždění zamítá jeho výzvy a pan učitel Garrison zase poslouchá pana Klobouka, který mu dá jasně najevo, že nemůže opustit školu. Šéf ho v jídelně vyslechne a vyvolá falešný požár. Mezitím Eric nezvládá dle něj podivné věci, které se mu dějí, jako hoření ze zadku a zpívání proti jeho vůli. Stan si zase domluví rande s Wendy. Ike je však k nenalezení, a tak využijí Erica k přilákání UFO. Z jeho zadku se vynoří třicetimetrový satelit, který mu mimozemšťané dali, byť to Eric stále popírá, a kterým je dokázal přivolat. Mimozemšťané místo toho, aby vyslechli Kyle, vyslechnou skot, kterému se omlouvají za jednu nechtěnou smrt krávy a kterému dají zařízení, pomocí kterého dokážou přinutit lidi zpívat proti své vůli. Ike využije jejich nepozornosti a vrátí se. Při odletu ale mimozemšťané zajmou Erica, kterého vrátí na Zem těsně před začátkem školy. Eric si myslí, že měl znovu zlý sen, ale Kyle mu to vyvrací.